# Extraliga ženského hokeje
Extraliga ženského hokeje (do roku 2017 pod názvem 1. liga ženského hokeje) je nejvyšší liga ženského ledního hokeje v České republice. Liga spadá pod Český svaz ledního hokeje, ale o její chod a správné řízení se stará Asociace ligových klubů ženského hokeje (ALKŽH). Do sezóny 2017/18 byla liga jedinou soutěží ženského hokeje v republice (rozdělena byla poté do divizí TOP, A1, B a A2), od zmiňované sezóny byla rozdělena na tři výkonnostní úrovně (Extraliga, 1. liga a 2. liga). V nejvyšší soutěži působí pět týmů. Poslední tým v tabulce poté sehrává baráž o Extraligu s vítězem české a moravské skupiny 1. ligy.

## Kluby v sezóně 2024/25
- HC Příbram
- HC Falcons Sokol Karviná
- HC 2001 Kladno
- HC Roudnice nad Labem

- SK Kadaň

## Historie

### Systém soutěže
Z počátku se česká ženská hokejová liga hrála turnajovou formou – týmy se sjely a odehrály daná utkání z nichž vyšel vítěz celé ligy.
Od roku 1986 se hrála liga již klasickým systémem, kdy se hrálo o víkendu. A hrálo se o pohár UV SSM
V sezoně 1988 – 1989 se hrálo stejným systémem jen název ligy se změnil. Hrálo se o pohár ČSSS.
Od sezony 1989 – 1990 se název ligy ustálil na názvu 1. liga žen
Od roku 1992 se začaly hrát dvě ligy žen, kdy postupoval první z druhé ligy do první a poslední z první sestupoval do druhé. Vítěz ligy vyšel z čtveřice nejlepších první ligy.
V sezoně 1994 – 1995 zůstal stejný postupový klíč z první do druhé ligy, jen o vítězi se rozhodovalo dle pořadí v tabulce.
Sezona 1995 – 1996 zachovala systém dvou lig, ale druhá liga byla rozdělena na A. a B.
Od sezony 1996 – 1997 se přešlo k ekonomické variantě, sloučit vše v jednu ligu a rozdělit ji na Čechy a Morava. Nejlepší z těchto skupin se utkají ve finálové části.
Od roku 2017 převzal řízení soutěže ČSLH a Ženská liga byla rozdělena na tři samostatné ligy.

### Mistři české ligy žen
Zdroj: 
| Sezóna  | Zlatá medaile                 | Stříbrná medaile         | Bronzová medaile         |
| ------- | ----------------------------- | ------------------------ | ------------------------ |
| 1985    | TJ Kovo Praha                 |                          |                          |
| 1986    | TJ Sparta Praha               |                          |                          |
| 1987    | TJ Lokomotiva Beroun          | TJ Škoda Plzeň           | TJ Poldi SONP Kladno     |
| 1988    | TJ Lokomotiva Beroun          |                          | TJ Poldi SONP Kladno     |
| 1989    | TJ Škoda Plzeň                | TJ Lokomotiva Beroun     | TJ Poldi SONP Kladno     |
| 1989/90 | TJ Lokomotiva Beroun          | TJ Poldi SONP Kladno     | TJ Škoda Plzeň           |
| 1990/91 | TJ Lokomotiva Beroun          | TJ Škoda Plzeň           | TJ BKV Havlíčkův Brod    |
| 1991/92 | TJ Lokomotiva Beroun          | TJ BKV Havlíčkův Brod    | TJ Škoda Plzeň           |
| 1992/93 | HC Amazonky Lokomotiva Beroun | TJ BKV Havlíčkův Brod    | TJ Škoda Plzeň           |
| 1993/94 | HC Škoda Plzeň                | Pardubice                | HC Chemopetrol Litvínov  |
| 1994/95 | HC Interconex Plzeň           | Pardubice                | HC Litvínov              |
| 1995/96 | HC Litvínov                   | TJ Lokomotiva Beroun     | Pardubice                |
| 1996/97 | HC Chemopetrol Litvínov       | Brno                     | HC Kladno 1988           |
| 1997/98 | HC Chemopetrol Litvínov       | TJ Škoda Plzeň           | HC Slezan Opava          |
| 1998/99 | HC Chemopetrol Litvínov       | TJ Lokomotiva Beroun     | HC Velvana Rebels Kladno |
| 1999/00 | HC Chemopetrol Litvínov       |                          |                          |
| 2000/01 | HC Slezan Opava               | HC Chemopetrol Litvínov  |                          |
| 2001/02 | HC Slezan Opava               | HC Chemopetrol Litvínov  |                          |
| 2002/03 | HC Slezan Opava               | HC Chemopetrol Litvínov  |                          |
| 2003/04 | HC Chemopetrol Litvínov       |                          |                          |
| 2004/05 | HC Slezan Opava               |                          | SK Karviná               |
| 2005/06 | HC Slezan Opava               | HC Slavia Praha          | HLC Bulldogs Brno        |
| 2006/07 | HC Slavia Praha               |                          |                          |
| 2007/08 | HC Slavia Praha               |                          |                          |
| 2008/09 | HC Slavia Praha               |                          |                          |
| 2009/10 | HC Slavia Praha               |                          | SK Karviná               |
| 2010/11 | HC Slavia Praha               | SK Karviná               |                          |
| 2011/12 | HC Slavia Praha               | SK Karviná               | HC 2001 Kladno           |
| 2012/13 | SK Karviná                    | HC Slavia Praha          | HC 2001 Kladno           |
| 2013/14 | SK Karviná                    | HC Slavia Praha          | HC 2001 Kladno           |
| 2014/15 | HC Slavia Praha               | SK Karviná               | HC Verva Litvínov        |
| 2015/16 | HC Slavia Praha               | SK Karviná               | HC Verva Litvínov        |
| 2016/17 | HC Slavia Praha               | SK Karviná               | HC Verva Litvínov        |
| 2017/18 | HC Slavia Praha               | HC Býci Karviná          | HC 2001 Kladno           |
| 2018/19 | HC Příbram                    | HC Býci Karviná          | HC 2001 Kladno           |
| 2019/20 | HC Příbram                    | HC Býci Karviná          | HC 2001 Kladno           |
| 2020/21 | sezóna nedohrána covid 19     |                          |                          |
| 2021/22 | HC Příbram                    | HC Falcons Sokol Karviná | HC 2001 Kladno           |
| 2022/23 | HC Příbram                    | HC Falcons Sokol Karviná | HC 2001 Kladno           |
| 2023/24 | HC Příbram                    | HC Falcons Sokol Karviná | SK Kadaň                 |

## Přehled celkových vítězů v české nejvyšší soutěži
Zdroj: 
| Klub               | Tituly | Vítězné ročníky                                                                          |
| ------------------ | ------ | ---------------------------------------------------------------------------------------- |
| HC Slavia Praha    | 10     | 2006/07, 2007/08, 2008/09, 2009/10, 2010/11, 2011/12, 2014/15, 2015/16, 2016/17, 2017/18 |
| HC Berounské Lvice | 6      | 1987, 1988, 1989/90, 1990/91, 1991/92, 1992/93                                           |
| HC Verva Litvínov  | 6      | 1995/96, 1996/97, 1997/98, 1998/99, 1999/00, 2003/04                                     |
| HC Slezan Opava    | 5      | 2000/01, 2001/02, 2002/03, 2004/05, 2005/06                                              |
| HC Příbram         | 5      | 2018/19, 2019/20, 2021/22, 2022/23, 2023/24                                              |
| HC Škoda Plzeň     | 3      | 1989, 1993/94, 1994/95                                                                   |
| HC Býci Karviná    | 2      | 2012/13, 2013/14                                                                         |
| TJ Kovo Praha      | 1      | 1985                                                                                     |
| TJ Sparta Praha    | 1      | 1986                                                                                     |